# Stadtmitte (Schwäbisch Hall)
Schwäbisch Hall-Stadtmitte ist der zentrale Stadtteil von Schwäbisch Hall und hat 2913 Einwohner (Stand 30. Juni 2022). Der Stadtteil umfasst den mittelalterlichen Stadtkern am rechten Hang des Kochertales und in dessen Talmulde, die mittelalterlichen Stadterweiterungen Katharinenvorstadt (links des Kochers) und Gelbinger Vorstadt (nördlich der Altstadt längs der Gelbinger Straße), die Weilerwiese dieser gegenüber sowie den Vorderen Galgenberg östlich der früheren Stadtmauer.

## Stadtkern
Der Stadtkern entwickelte sich um die Kirche St. Michael. Die alte Bebauung brannte 1728 zum größeren Teil ab; im Osten ist um die beiden Herrengassen und noch kleinere Gassen das alte Stadtbild mit sich nach oben hin durch auslegende höhere Hausstockwerke verengenden Straßenzügen erhalten.

Schwäbisch Hall, St. Michael und Rathaus.
Schwäbisch Hall. Der Große Stadtbrand von 1728 zerstörte den überwiegenden Teil der heutigen Altstadt.
Schwäbisch Hall nach dem Brand, Radierung von A. Nunzer, Nürnberg, nach einer Zeichnung von Johann Philipp Meyer, Hall, 1728.

## Gelbinger Vorstadt
Die Gelbinger Vorstadt war die zweite großflächige Stadterweiterung der Stadt Schwäbisch Hall im 14. Jahrhundert.
Die Gelbinger Vorstadt wurde erst um die Mitte des 14. Jahrhunderts ummauert. Am 3. Juni 1680 löste ein Blitzschlag einen Großbrand in der Gelbinger Gasse aus, dem rund 100 Gebäude zum Opfer fielen. Die Gelbinger Gasse blieb beim Großen Stadtbrand von 1728 unversehrt. Diese Vorstadt ist vor dem ehemaligen Gelbinger Tor der Altstadt gelegen und erstreckt sich entlang der alten Landstraße talabwärts auf einem Geländepodest in höchstens 200, oft noch weniger Metern Abstand rechts vom Kocherufer. Sie endet im Norden am Äußeren Gelbinger Tor, das 1807 entfernt wurde. An der Westflanke der nordwärts recht langgestreckten Stadtviertels steht bei St. Jodokus (auch Josenkapelle) (Gelbinger Gasse 39) der gerne dargestellte Josenturm mit einem kleinen Taltor, durch das ein steiles Gässchen durch den Zwinger zum Flussufer hinabführt, wo sich einst drei Mühlen befanden. Der Ostseite entlang zieht sich der Lange Graben vor der nur noch teilweise erhaltenen Stadtmauer. An der südlichen Seite ging das Keltersthürlein auf die Bettelsteige, die auf den Galgenberg führt. An der Südostecke befand sich einst ein abgerundeter Bastionsturm, auf dem heute Fachwerkaufbau sitzt. An der Gelbinger Gasse 47 steht das Gräterhaus gegenüber der hohen Freitreppe des in der zweiten Hälfte des 20. Jahrhunderts erbauten Landratsamtes, dessen steinsichtige Ostfassade die einstige Mauerfront gegen den Langen Graben imitiert.

Schwäbisch Hall, Gelbinger Gasse, Ausschnitt aus der Stadtansicht von Matthäus Merian nach Vorlage von Leonhard Kern, 1643, mit der Vorgängerbebauung des Bereichs vor dem Brand der Gelbinger Gasse von 1680 (StadtA SHA S10-506)
Schwäbisch Hall, Brand der Gelbinger Gasse am 3. Juni 1680, kolorierte Federzeichnung (StadtA SHA HV HS 068)
Schwäbisch Hall, Gelbinger Gasse, Ausschnitt aus dem Stadtplan von 1816 (StadtA SHA 16-0069)
Schwäbisch Hall. Bei einem der größten Stadtbrände wurde 1680 der größte Teil der Gelbinger Gasse zerstört.
Schwäbisch Hall nach dem Brand, 1680
Schwäbisch Hall. Die Gelbinger Gasse blieb beim Großen Stadtbrand von 1728 unversehrt.
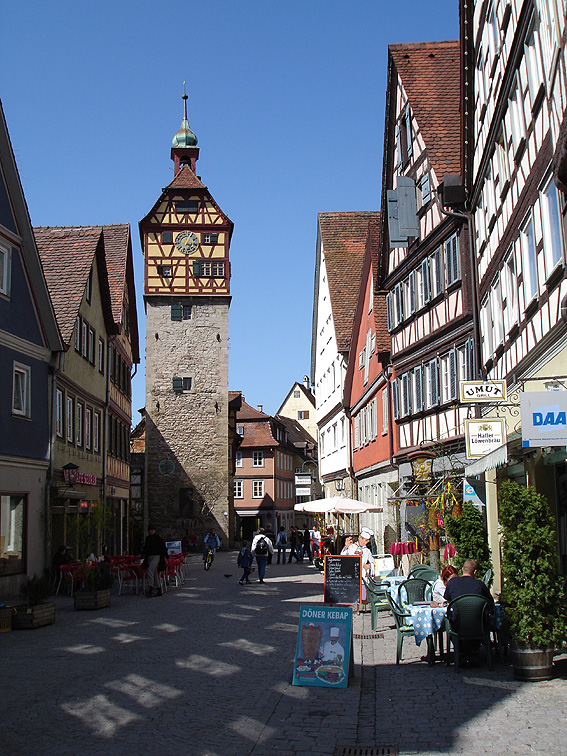
Gelbinger Gasse mit Josenturm
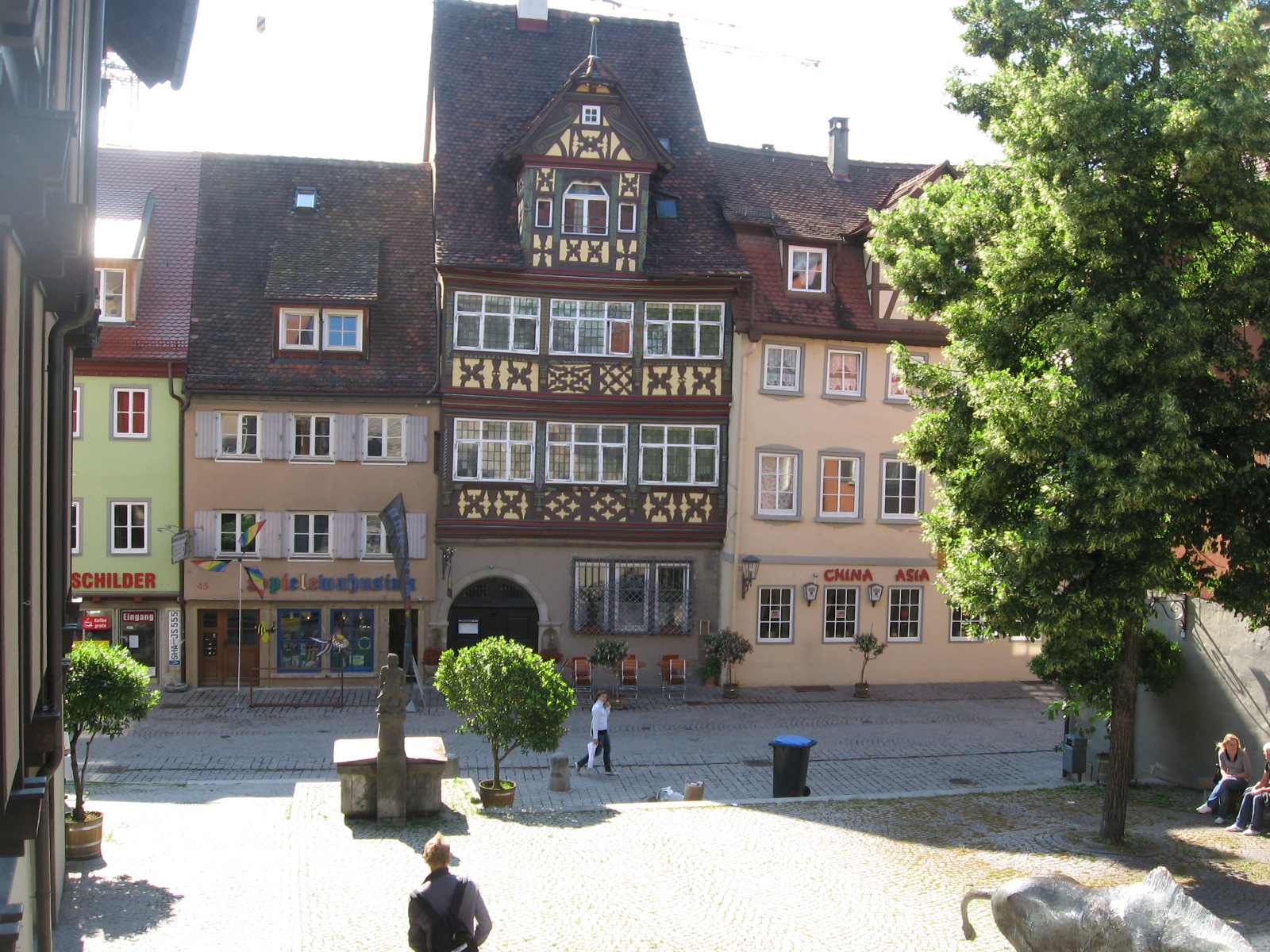
Gelbinger Gasse, Haus Gräter
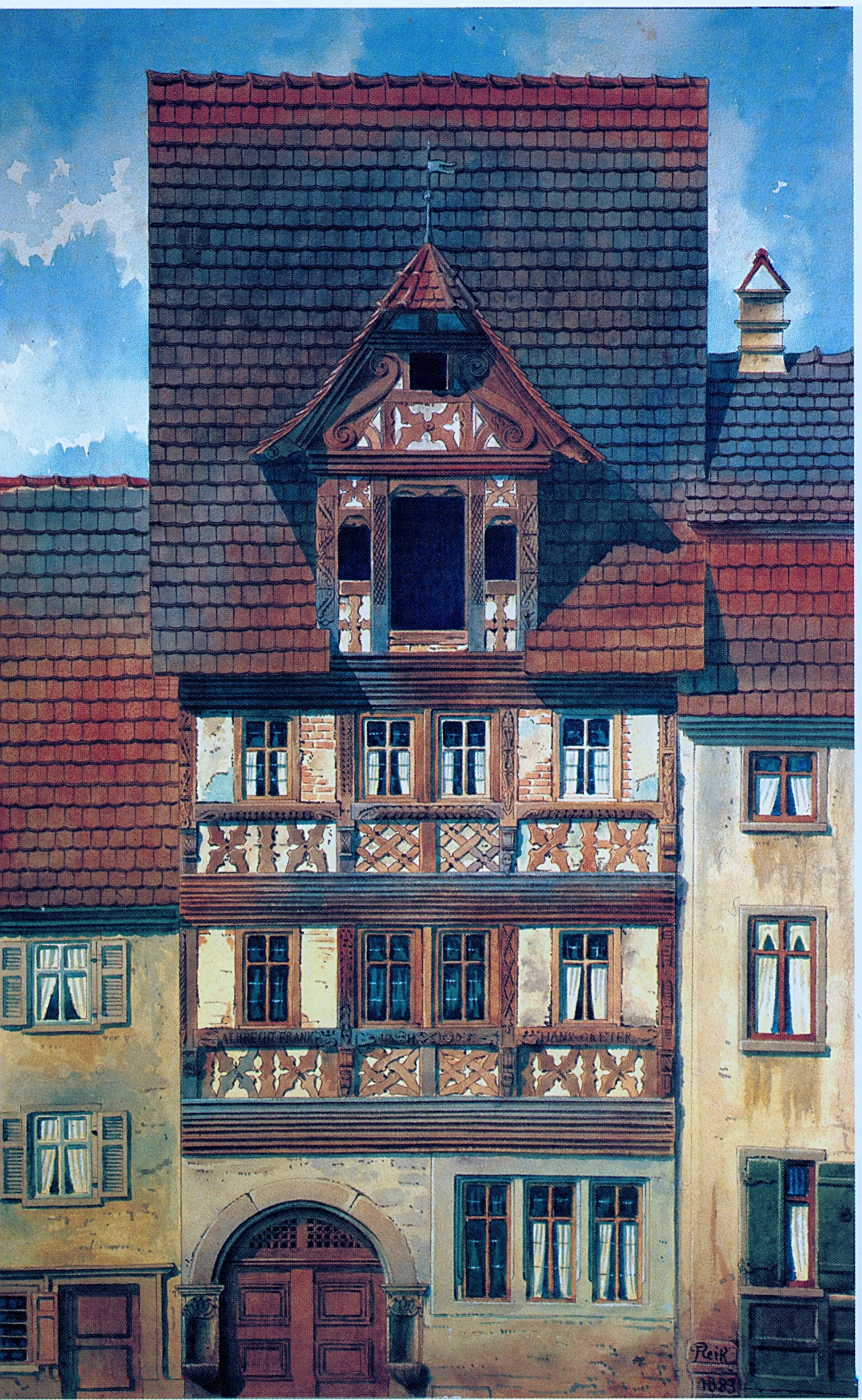
Johann Friedrich Reik (1836–1904), Aquarell, Gräterhaus, Gelbinger Gasse 47, Schwäbisch Hall (Bauherren Albrecht Frank und Franz Greter), Wohnhaus von Leonhard Kern (1621–1628).

## Katharinenvorstadt
Die Katharinenvorstadt war die dritte Erweiterung Halls im 14. Jahrhundert. Die Gebäude wurden zeilenartig entlang der Hangkante am südlichen Ufer des Kocher erbaut. Die Katharinenvorstadt  wurde erst um die Mitte des 14. Jahrhunderts ummauert. Sie befindet sich auf der linken Seite des Kochers bei St. Katharina und hatte zwei Straßentore, das Weilertor gegen Norden, Gottwollshausen zu und das Riedener Tor gegen Süden. Das Riedener Tor wurde 1824 abgebrochen. Vom Riedener Tor gingen mehrere Steigen ab. Das Riedener Tor wurde erst 1490 an seine spätere Stelle verlegt. Zuvor befand sich das Südtor der Katharinenvorstadt weiter oben am Talhang, an der südwestlichen Ecke der Katharinenvorstadt, wo die zum Kocher parallele Lange Gasse und die von ihm hochführende Zollhüttengasse zusammenlaufen. An die Stelle des früheren Südtors der Katharinenvorstadt wurde 1490 ein Geschützturm errichtet, später (wohl wegen seiner Verwendung als Mehllager) „Pulverturm“ genannt. Das Bollwerk wurde 1490 begonnen und umschloss die Bergseite der Katharinenvorstadt. Das Bollwerk bestand aus dem Großen und Kleinen Bollwerk. Das Große Bollwerk befand sich bei St. Katharinen. Das Kleine Bollwerk befand sich am Weiler.

Schwäbisch Hall, Katharinenvorstadt.
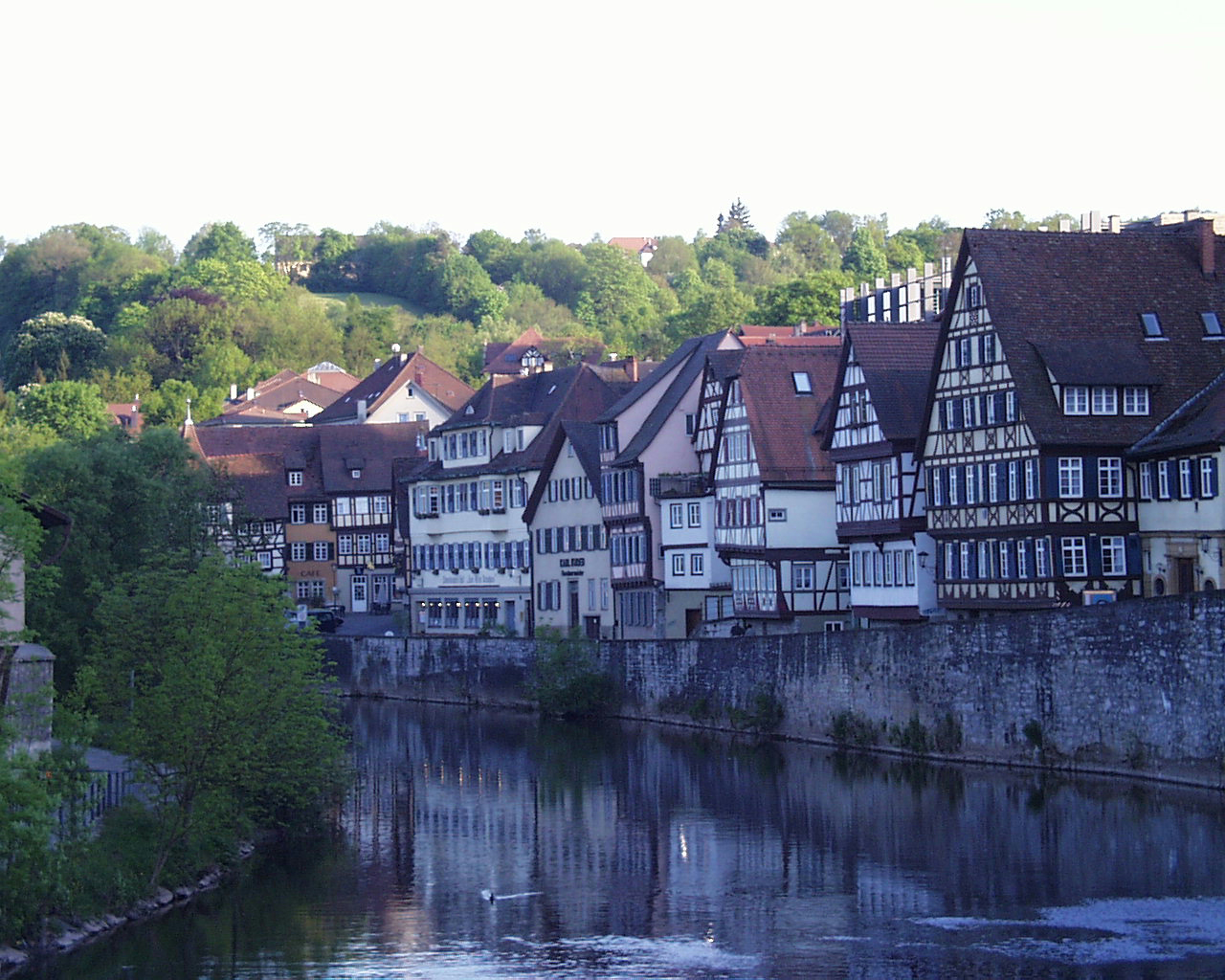
Die Mauerstraße der mittelalterlichen Vorstadt „Jenseits Kochens“, flussaufwärts von der Henkersbrücke aus
Riedener Tor, Kupferstich des 18. Jahrhunderts (StadtA SHA FS 45195).
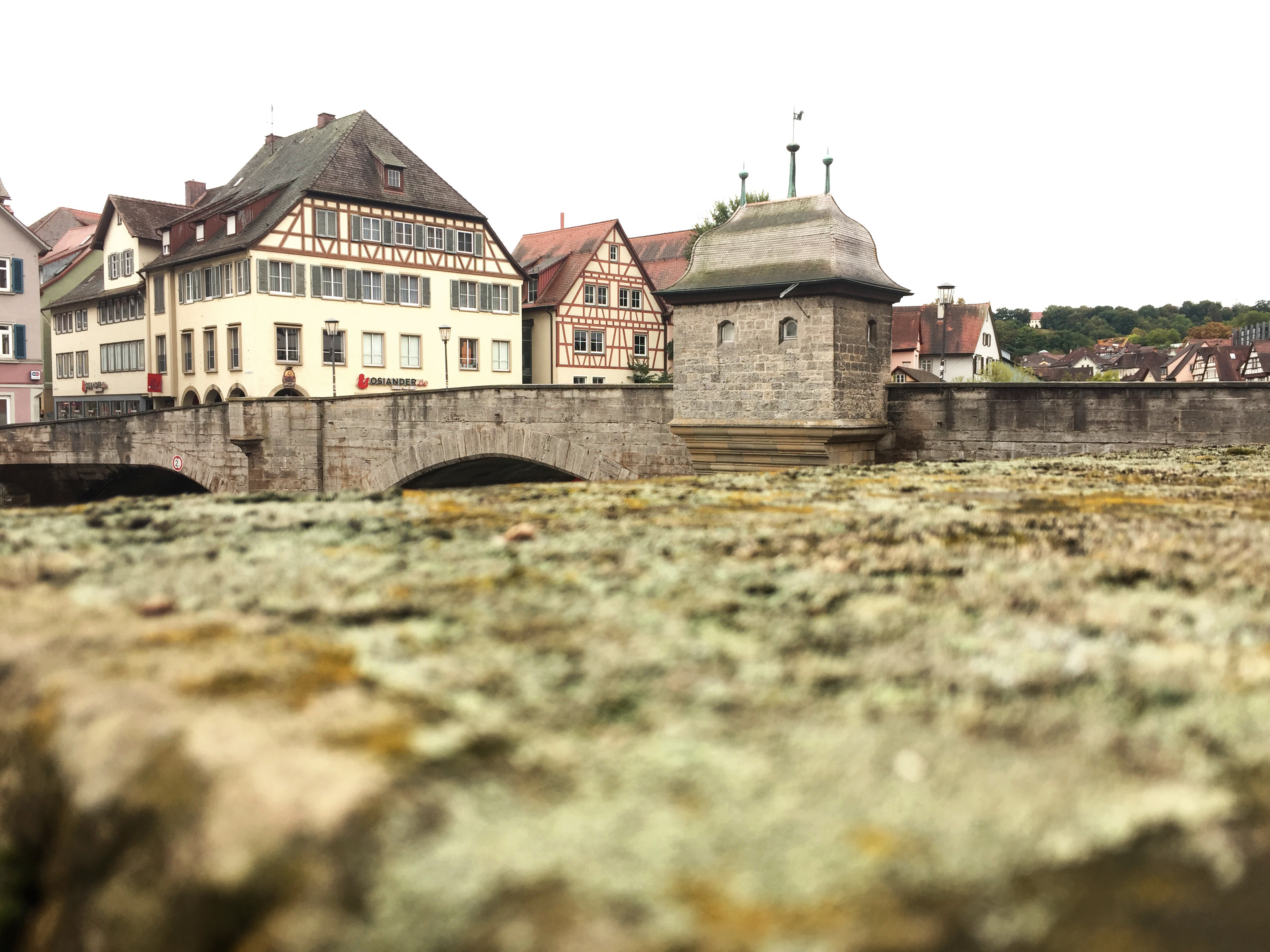
Die Henkersbrücke mit Blick in Richtung „Neue Straße“

## Weilerwiese
In der Weilervorstadt befinden sich die Stadtbefestigungen mit dem Weilertor. Am Weiler befand sich auch das Kleine Bollwerk von 1490. Das Weilertor (im 14. Jahrhundert Heubertor) wurde 1579 aus Stein erbaut. Anfangs war der Turm an der rückwärtigen Seite offen. Am Turm befindet sich das reichsstädtische Doppelwappen.

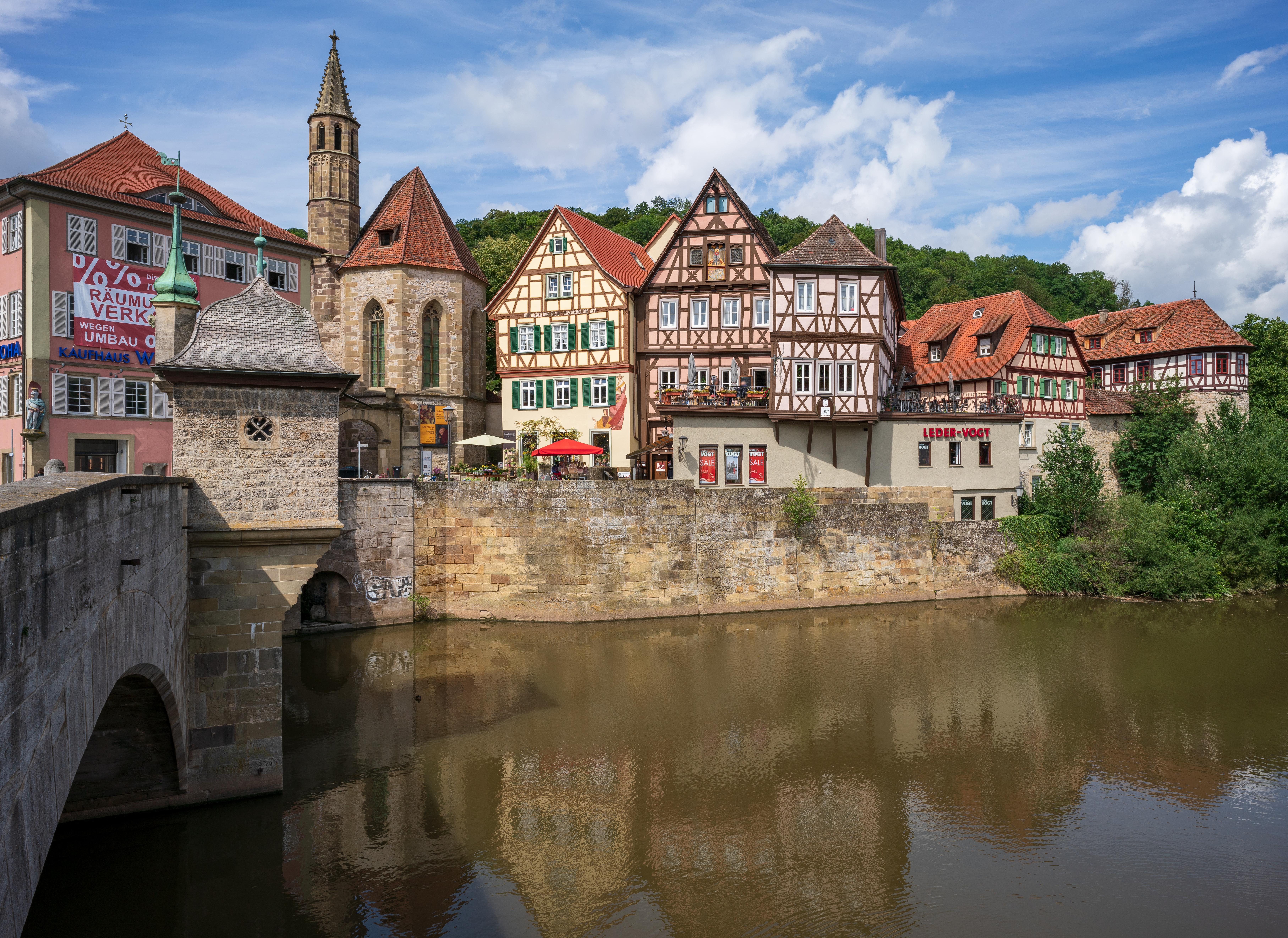
Fachwerkhäuser in der Weilervorstadt mit der gotischen Johanniterkirche und der Henkersbrücke